# Doug Livermore
Douglas Ernest „Doug“ Livermore (* 27. Dezember 1947 in Prescot) ist ein ehemaliger englischer Fußballspieler und -trainer. Der Mittelfeldspieler war vor allem als Spieler von Norwich City bekannt. Der Aufstieg mit den „Canaries“ 1972 in die höchste englische Spielklasse war sein größter sportlicher Erfolg.

## Sportlicher Werdegang

### Aktive Laufbahn
Livermore begann seine aktive Laufbahn als Teenager bei den Bolton Wanderers. Bevor er dort eine nennenswerte Rolle spielen konnte, zog es ihn im November 1965 zum FC Liverpool. Bei den „Reds“ fristete er in fünf Jahren zumeist ein Reservistendasein und kam auf lediglich 18 Pflichtspieleinsätze in der ersten Mannschaft. Als Mittelfeldspieler bei einem Erstligaspitzenverein hatte er sich hochkarätiger Konkurrenz im Mittelfeld zu erwehren, zu denen die formstarken Ian Callaghan und Peter Thompson zählten. Ende April 1968 debütierte er per Einwechslung für Tony Hateley gegen West Ham United, aber der nächste Auftritt ließ bis zur zweiten Hälfte der Saison 1969/70 auf sich warten. Obwohl er nun gleich 13 Mal in der Startelf war, endete das Engagement nach nur einem Einsatz in der Spielzeit 1970/71 im November 1970.
Zur nächsten Station wurde der Zweitligist Norwich City. Es folgte die beste Zeit in Livermores aktiver Karriere, da er als Schlüsselspieler im Mittelfeld die „Kanarienvögel“ in der Saison 1971/72 zu Meisterschaft und Aufstieg in die höchste englische Spielklasse führte. Dort gelang ihm mit seinen Mannen im Jahr darauf nicht nur der Klassenerhalt; dazu erreichte er das Endspiel 1973 im Ligapokal, das jedoch mit 0:1 gegen Tottenham Hotspur verloren ging. Danach folgte der sportliche Absturz als Tabellenletzter der First Division 1974 und eine einjährige Verletzungspause in Folge eines Handgelenkbruchs sowie zweier Knorpelschaden-Operationen.
Nachdem er in der Saison 1974/75 bereits an den Drittligisten AFC Bournemouth ausgeliehen worden war, schloss sich Livermore in derselben Spielklasse Cardiff City an. Mit dem Verein, der gerade aus der Zweitklassigkeit abgestiegen war, gelang ihm auf Anhieb der Wiederaufstieg. Später ließ er in Chester seine aktive Laufbahn ausklingen und sammelte in Cardiff seine ersten Erfahrungen im Trainergeschäft als Assistent. Zwischen November 1980 und August 1981 betreute er die Reserveauswahl von Norwich City und war dazu an der Seite von Mike England für die walisische Nationalmannschaft aktiv.

### Trainertätigkeiten
Nach seinem Abschied aus Norwich arbeitete er im Trainerstab von Swansea City unter John Toshack, bevor es ihn zu Tottenham Hotspur verschlug. Bei den Spurs arbeitete er ebenfalls im erweiterten Stab, als Verantwortlicher der Reservemannschaft, als direkter Cheftrainer-Assistent und im November 1987 nach der Demission von David Pleat interimsmäßig als Hauptverantwortlicher. Auch während dieser Zeit blieb er der walisischen Auswahl treu. Zu den weiteren Stationen zählten ein weiteres Mal Liverpool unter Roy Evans (1994–99) sowie Nottingham Forest, das damals von Ron Atkinson betreut wurde. Anfang des 21. Jahrhunderts war er Kotrainer von Nigel Worthington, bevor ihn der neue Trainer Peter Grant im Februar 2007 durch Jim Duffy ersetzte. Er setzte im April 2007 die Zusammenarbeit mit Worthington bei Leicester City fort und gemeinsam gelang den beiden der Klassenerhalt in der zweiten Liga. Das Engagement fand jedoch ein schnelles Ende, da Leicesters damaliger Eigentümer Milan Mandarić mit Martin Allen als neuem Cheftrainer in die Saison 2007/08 ging.
Später begann Livermore als Spielerberater für die Agentur Base Soccer zu arbeiten.